# Marie z Montpensier
Marie z Montpensier, nebo také Marie Bourbonská, vévodkyně z Montpensier (15. října 1605, Zámek v Gaillon – 4. června 1627, Palais du Louvre), byla rodem vévodkyně z Montpensier a sňatkem s Gastonem Orleánským také vévodkyně Orleánská. Byla jednou z posledních členek rodu Bourbon-Montpensier. Byla dcerou Jindřicha z Montpensier, vévody z Montpensier, a jeho manželky Henrietty Kateřiny de Joyeuse.

## Život
Marie z Montpensier se narodila na zámku v Gaillon v departmentu Eure (Francie), který byl dříve i Normandskou provincií.
Marie pocházela z poměrně bohaté rodiny a jako jedinému dítěti jejích rodičů jí připadalo velké věno. Toho se chytil Jindřich IV. a nabídl jejím rodičům sňatek s jeho druhorozeným synem Mikulášem Jindřichem, budoucím vévodou Orleánským. Mariini rodiče nabídku přijali, avšak Mikuláš zemřel v roce 1611 ve věku čtyř let. Jindřich ale měl dalšího syna, Gastona, a ten si měl Marii místo Mikuláše vzít. Gaston měl ještě staršího bratra Ludvíka, který byl francouzským králem a v případě, že by zemřel bez dědice, by se Gaston stal králem. To se ale nestalo, po více než 23 letech manželství se Ludvíkovi narodil syn, taktéž Ludvík, který zabránil nástupnictví Gastona na trůn.
V roce 1608 zemřel Mariin otec a ona se tak stala vévodkyní z Montpensier. Jednalo se o jedno z nejstarších vévodství ve Francii, na hrabství bylo povýšeno již roku 1539. Marie tedy získala velké věno, ale ani to nepřimělo Gastona, aby se s ní oženil. Tvrdohlavě si stál za tím, že si budoucí manželku vybere sám. Avšak samotný král Ludvík a kardinál Richelieu jej nakonec přesvědčili k tomuto sňatku.
Svatební obřad se konal v Nantes dne 6. srpna 1626 v přítomnosti krále Ludvíka, královny Anny Rakouské, Marie Medicejské a také jiných významným šlechticů. Sama Anna o události řekla, že smutnější svatbu ještě nikdy neviděla.
Ze svazku Gastona a Marie vzešla pouze jediná dcera:
- Anna Marie Louisa Orleánská (27. 5. 1627 Paříž – 5. 4. 1693 tamtéž), vévodkyně z Montpensier, princezna de Auvergne, hraběnka de Eu a Mortain, a princezna de Joinville a Dombes, budoucí Grande Mademoiselle, svobodná a bezdětná

Marie zemřela dne 4. června 1627 v Palais du Louvre v Paříži, ve věku jednadvaceti let, krátce po narození dcery, která zdědila veškerý matčin majetek. Marie byla pohřbena v bazilice Saint Denis.
Sám Gaston se brzy po smrti Marie tajně oženil s jeho velkou láskou; Markétou Lotrinskou. Jejich manželství bylo velmi šťastné a skončilo až smrtí Gastona.